# エスケープ・ルーム2:決勝戦
『エスケープ・ルーム2:決勝戦』（エスケープルーム2けっしょうせん、Escape Room: Tournament of Champions）は2021年のアメリカ合衆国のホラー映画。監督はアダム・ロビテル、出演はテイラー・ラッセルとローガン・ミラーなど。2019年の映画『エスケープ・ルーム』の続編である。

## ストーリー
前作の後、生存者の1人ゾーイ・デイヴィスはエスケープ・ルームを仕掛けたミノス社の打倒を考えていた。手掛かりから得た座標に何かがあると考えたゾーイは、もう1人の生存者ベン・ミラーを連れてマンハッタンへ向かい、怪しい廃ビルを調べようとする。しかし、その過程で新たなエスケープ・ルームへ閉じ込められてしまう。さらに、そこに居合わせた他の4人、ネイサン、レイチェル、ブリアナ、テオは、ゾーイたちと同じようにエスケープ・ルームから生還した人間だった。
最初の部屋は使われていない駅に止められた地下鉄の車両1つで、車体には高圧電流が流されている。6人は車内に置かれたアイテムを使って謎を解いていくが、徐々に電圧は高くなっていき、脱出間近にテオが感電死してしまった。
第二の部屋は銀行を模した広い部屋で、奥には扉の開いた金庫がある。ゾーイが玄関らしき扉に触れると殺人レーザーのトラップが作動するようになるが、間一髪で5人とも脱出することができた。
第三の部屋は砂浜で一見すると穏やかな様子だが、砂は次第に液状化する仕組みになっており、レイチェルを助けるためにネイサンが身代わりになってしまう。やがて設置された建物までも飲み込まれ始める中、ベンの機転で小屋の中の出口を開くことに成功するが、一方でゾーイは離れた位置に別の出口を発見していた。ゾーイの直感を信じるベンの説得に応じたレイチェルはゾーイのもとへ向かうが、ブリアナは決断しきれず小屋の出口に入り、彼女を待っていたベンは間に合わず砂に飲まれてしまう。
ゾーイは移動した先でベンの死を悲しむが、レイチェルの言葉で改めてミノス社打倒を決意する。2人は聞こえてくる雑踏からゲームの外に出られると思い地下から出るも、そこはまだゲームの中であり、一定時間で酸の雨が降る街の部屋だった。先に来ていたブリアナと合流した謎解きの末に、ゾーイの決死の行動でタクシーの車内が安全地帯だと判明するが、他の2人が車内に入る前に扉はロックされてしまう。脱出を諦めたレイチェルとブリアナが酸の雨に焼かれる中、ゾーイはタクシーに開いた穴から次の部屋へと送られる。
第五の部屋はソニアという少女の部屋で、これまでの部屋は彼女の思い出を再現していたことや、そのソニアは前作で死亡したアマンダの娘である事が判明する。その直後、死んだはずのアマンダが部屋に現れ、前作での死は偽装だったことや、ゲームの勝者は愛する人を人質に取られ協力者にされることを明かしてきた。裏で生かされていたベンも隣の部屋に現れ、彼を人質にゾーイも協力を強要されるが、拒否したことでベンのいる部屋に水が満ちていく。ゾーイは部屋がメタルフレームで出来ていることを思い出すと、部屋に通っていたガスを利用して部屋の境界を熱し、ベンを救出する。同時に、水の流れから部屋に隠された出口を発見し、未だ解放されないと知ったアマンダを連れてゲームの外へ脱出していく。
3人は警察署へ逃げ込んで保護され、テレビでは警察がミノス社の人間を逮捕する様子が映し出されている。目的を果たし、トラウマを克服するためベンと共に飛行機で帰ろうとするゾーイだが、一方で全てが順調すぎることに違和感も覚えていた。離陸が完了した機内で化粧室へ向かうゾーイは、自身を担当する心理カウンセラーに遭遇するが、彼女は自分を知らないと言う。ゾーイが違和感の正体に気付くと同時に、酸素マスクが下ろされて謎の霧が散布され始め、ミノス社からのメッセージが聞こえてくる。

## 登場人物・キャスト
※括弧内は日本語吹替。
ゾーイ・デイヴィス
演 - テイラー・ラッセル（花澤香菜）
前作でエスケープ・ルームから脱出した女性。共に生き残ったベンを親友だと思っている。過去のトラウマから飛行機に搭乗することができない。
ベン・ミラー
演 - ローガン・ミラー（浪川大輔）
前作でエスケープ・ルームから脱出した男性。命の恩人であるゾーイに恩義を感じている。
アマンダ・ハーパー
演 - デボラ・アン・ウォール
前作のエスケープ・ルーム参加者。ゲーム攻略中にゾーイの善き友人となった。
ネイサン
演 - トーマス・コッケレル（諏訪部順一）
過去にエスケープ・ルームから生存した1人で、その際の共通点は聖職者。自分だけが生き残ったことに苦悩している。
レイチェル・エリス
演 - ホランド・ローデン（種市桃子）
過去にエスケープ・ルームから生存した1人。先天的な遺伝子の異常で痛覚がなく、過去のゲームには同じ体質の人間が集められていた。
ブリアナ・コリアー
演 - インディア・ムーア（きそひろこ）
過去にエスケープ・ルームから生存した1人で、その際の共通点はインフルエンサー。爆発する鏡の部屋の影響で顔に傷を負っている。
テオ
演 - カリート・オリベロ（武内駿輔）
過去にエスケープ・ルームから生存した1人。その際の負傷で鼓膜が傷ついており、補聴器を常用している。
クレア
演 - イザベル・ファーマン（日笠陽子）（エクステンデッド・エディションのみ）
ヘンリー
演 - ジェームズ・フレイン（谷昌樹）（エクステンデッド・エディションのみ）

### 回想シーンのみの出演
ジェイソン・ウォーカー
演 - ジェイ・エリス（鈴木達央）
前作のエスケープ・ルーム参加者。
マイク・ノーラン
演 - タイラー・ラビーン
ダニー・カーン
演 -  ニック・ドダニ（榎木淳弥）
ゲームマスター
演 - ヨリック・ヴァン・ヴァーヘニンゲン
前作のエスケープ・ルームの管理者。

## 製作・音楽
2019年2月25日、『エスケープ・ルーム』の続編が製作されることになり、アダム・ロビテル監督が続投すると報じられた。10月3日、テイラー・ラッセルとローガン・ミラーの続投、イザベル・ファーマンの起用が決まったとの報道があったが、ファーマンは結局出演しなかった。10月18日、残りの主要キャストが発表された。
2021年5月4日、ブライアン・タイラーとジョン・ケアリーが本作で使用される楽曲を手掛けるとの報道があった。7月16日、ソニー・クラシカルが本作のサウンドトラックを発売した。

## 公開・マーケティング
当初、本作は2020年4月17日に全米公開される予定だったが、後に公開日は同年12月30日→2021年1月1日→2022年1月7日→2021年7月16日と変更されていった。
2021年5月24日、本作の劇中写真が初めて公開されると共に、本作の正式なタイトルが『Escape Room: Tournament of Champions』であると発表された。26日、本作のオフィシャル・トレイラーが公開された。
日本では劇場公開されず、2022年9月7日に配信される予定となっている。

## 評価
本作に対する批評家の評価は平凡なものに留まっている。映画批評集積サイトのRotten Tomatoesには50件のレビューがあり、批評家支持率は42%、平均点は10点満点で5.3点となっている。サイト側による批評家の見解の要約は「『エスケープ・ルーム2:決勝戦』は前作の続編を待望していたファンには喜ばれるかもしれない。しかし、前作以上にゲームのルールが複雑となり、面白さも減じてしまった。」となっている。また、Metacriticには14件のレビューがあり、加重平均値は47/100となっている。なお、本作のCinemaScoreは前作同様Bであった。